# Publius Decius Mus (consul in 312, 308, 297 en 295 v.Chr.)
Publius Decius Mus (- bij Sentinum, 295 v. Chr.; volledige naam: P. Decius P.f. Q. n. Mus), lid van de gens Decia en zoon van Publius Decius Mus (consul in 340 v.Chr.), was een politicus en militair van de Romeinse Republiek en was vier keer consul.

## Leven

### Eerste consulaat (312 v.Chr.)
Publius bekleedde in 312 v.Chr. samen met Marcus Valerius Maximus Corvinus voor het eerst het consulaat, waarbij de nieuwe consuls werden belast met de stichting van een colonia in Interamna Lirenas. Zijn collega zou een triomftocht hebben gehouden voor zijn overwinning op de Samnieten terwijl de zieke Mus in Rome achterbleef en zelfs door de aanstelling van een dictator zou zijn vervangen (aldus Livius), hoewel (pseudo-)Aurelius Victor beweert dat het Mus was die een triomftocht vierde en de spolia (oorlogsbuit) aan Ceres toewijdde.
In 310 v. Chr. diende hij als legatus onder de dictator Lucius Papirius Cursor bij Longulae.

### Tweede consulaat (308 v.Chr.)
In 308 v.Chr. was hij voor de tweede keer consul, ditmaal met Quintus Fabius Maximus Rullianus als collega, en was tijdens zijn tweede ambtsperiode in Etruria actief, waar hij een veertigjarige wapenstilstand met Tarquinii en eenjarige met Volsinii en andere Etruskische steden sloot om vervolgens de aanvallen van Umbriërs op Rome het hoofd te bieden.
In 306 v.Chr. was Decius magister equitum van de dictator Publius Cornelius Scipio Barbatus.

### Censuur (304 v.Chr.)
In 304 v.Chr. werd hij samen met Quintus Fabius Maximus Rullianus (die ook zijn collega was geweest tijdens zijn tweede consulaat en dit ook zou zijn voor zijn derde en vierde consulaat) als censor aangesteld. Beiden hieven de door de censor Appius Claudius Caecus ingevoerde democratische maatregelen weer op door het beperken van de registratie van de forensis turba tot de vier tribus urbanae en stelden tevens de processie van de equites in.
Vanaf 300 v.Chr. was Decius, die hiervoor een hartstochtelijk pleidooi had gehouden om dit recht te bekomen (waarbij hij verwees naar de zelfopoffering van zijn vader), ook bij een van de eerste plebejers om pontifex te worden.

### Derde consulaat (297 v.Chr.)
In 297 v.Chr. was Decius opnieuw samen met Rullianus consul en behaalde een overwinning op de Apuliërs bij Maleventum.
Zijn imperium werd het jaar daarop voor zes maanden geprorogeerd (verlengd), zodat hij als proconsul zijn militaire expeditie in Samnium kon voortzetten. Hij nam (volgens Livius) Murgantia, Romulea en Ferentinum in, al zijn deze overwinningen (ook bij Titus Livius) niet duidelijk in de bronnen te onderscheiden.

### Vierde consulaat (295 v.Chr.) en dood
In 295 v.Chr. bekleedde Decius voor de vierde keer het consulaat. Hij voerde samen met zijn collega Rullianus het Romeinse leger aan tegen Samnieten en Senonen in de slag bij Sentinum. In deze slag wijdde Decius, die net als zijn vader ook een "Kodrisch" orakel te horen kreeg (d.i. een orakel dat een nederlaag voorspelt indien een bepaald persoon niet sneuvelt),  naar het voorbeeld van zijn gelijknamige vader zijn leven aan de goden (devotio), en zoals ook zijn gelijknamige zoon in 279 v.Chr. zou doen. Dit werd in de Fasti Capitolini (officiële annalen) vermeld met de woorden dat hij occisus est (gedood is).

## Nalatenschap
Het verhaal van Publius Decius Mus zou door Lucius Accius tot een fabula praetexta, getiteld Aeneadae sive Decius, worden verwerkt. Ook Valerius Maximus zou Decius als een te volgen voorbeeld aanprijzen in zijn Facta et dicta memorabilia.
Ook na de oudheid bleef Decius een voorbeeld van zelfopoffering en moed. Hij zou dan ook in de late middeleeuwen en renaissance regelmatig worden afgebeeld met andere grote Romeinen. De Zwitserse medailleur Jean Dassier wijdde aan zijn vader en hem een medaillon in zijn serie Histoire de la République romaine (1740-1743).